# 橋田悌穂
橋田 悌穂（はしだ ていほ、1914年7月4日 - 1987年4月16日）は、日本のジャーナリスト。

## 履歴
1914年（大正3年）7月4日、アメリカ合衆国ワシントン州で生まれる。
幼少期に高知県に引っ越し、県立城東中学校（現在の追手前高校）を卒業。
1928年（昭和3年）アメリカに帰り、ワシントン州の日本語学校の教師に、その後校長になる。戦時中はパインデールなどの日系人強制収容所に収監される。
戦後1946年（昭和21年）ロサンゼルスに行き、邦字紙羅府新報の記者になる。1948年（昭和23年）から1963年（昭和38年）まで同編集長になり、日系人社会の文化の復興、日米交流の橋渡し役として奮闘した。
ハリウッドの映画記者としての実績も多く、ゴールデングローブ賞の設立にも参加。早川雪洲や無名時代のマリリン・モンローにも面識があった。
1987年（昭和62年）4月16日カルフォルニア、バーバンクで死去。72歳。

## 備考
戸籍は土佐市中島。